# Domino (Terre-Neuve-et-Labrador)
Pour les articles homonymes, voir Domino.
Domino est une communauté non-organisée du Labrador, située sur l'île de Ponds. Auparavant un grand village de pêche, elle a désormais été désertée et a peu à peu été incorporée dans la communauté voisine de Black Tickle.
La communauté est maintenant souvent dénommée sous le nom de Black Tickle-Domino.

## Histoire
L'île de Ponds est habité par les Inuits depuis plusieurs siècles, probablement attirés par la présence de phoques sur les bords de Domino.
Au XVIIIe siècle, de nombreux pêcheurs européens et américains s'y installent pour la pêche à la morue. Ils installent des cabanes en bois sur les berges de l'île pour y pêcher et vivent dans leurs bateaux. Puisque l'été était court, les pêcheurs vendaient leurs prises à des marchands d'esclaves pour nourrir ceux-ci.
L'explorateur Robert Bartlett y a passé quelque temps dans sa jeunesse, vers la fin du XIXe siècle, son père y livrant le courrier. Les Bartlett avaient des postes de pêches sur l'île, et à l'époque, le village était en plein essor.
En raison du déclin de l'industrie de la pêche, le village a connu un exode de population, et en 2018, seul une douzaine d'habitants y résidaient, majoritairement des Inuits.

## Démographie
En 2016, on recensait une population de 150 habitants pour Black Tickle-Domino, une baisse de 10,7 % par rapport au recensement de 2011, qui dénombrait une population de 168 habitants.